# Spilosoma lateritica
Spilosoma lateritica är en fjärilsart som beskrevs av Holloway 1979. Spilosoma lateritica ingår i släktet Spilosoma och familjen björnspinnare. Inga underarter finns listade i Catalogue of Life.